# Cyprichromis microlepidotus
Cyprichromis microlepidotus là một loài cá thuộc họ Cichlidae. Nó được tìm thấy ở Burundi, Cộng hòa Dân chủ Congo, and Tanzania. Môi trường sống tự nhiên của chúng là hồ nước ngọt.